# 圣热涅斯德马尔瓜雷斯
圣热涅斯-德马尔瓜雷斯（法語：Saint-Geniès-de-Malgoirès，法語發音：[sɛ̃ ʒənjɛs də malɡwaʁɛs]）是法国加尔省的一个市镇，位于该省中部，属于尼姆区。

## 地理
圣热涅斯-德马尔瓜雷斯（43°56'44"N, 4°13'0"E）面积11.54 平方千米，位于法国奧克西塔尼大區加尔省，该省份为法国南部沿海省份，南端濒地中海，北起顺时针与阿尔代什省、沃克吕兹省、罗讷河口省、埃罗省、阿韦龙省和洛泽尔省接壤。
与圣热涅斯-德马尔瓜雷斯接壤的市镇（或旧市镇、城区）包括：拉卡尔梅特、多梅萨尔格、莫雷萨尔格、蒙蒂尼亚尔格、拉鲁维耶尔、圣沙普特、索泽、蒙塔尼亚克。
圣热涅斯-德马尔瓜雷斯的时区为UTC+01:00、UTC+02:00（夏令时）。

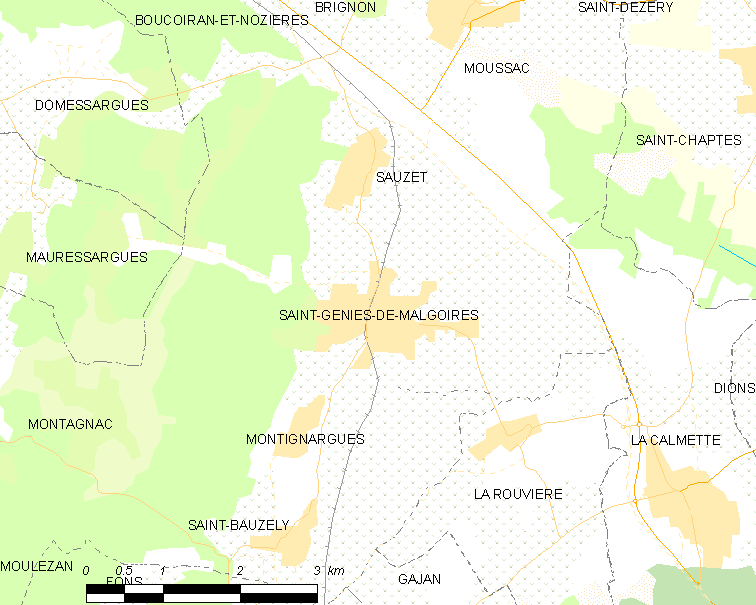
圣热涅斯-德马尔瓜雷斯的OSM定位图

## 行政
圣热涅斯-德马尔瓜雷斯的邮政编码为30190，INSEE市镇编码为30255。

## 政治
圣热涅斯-德马尔瓜雷斯所属的省级选区为卡尔维松县。

## 人口
圣热涅斯-德马尔瓜雷斯于2022年1月1日时的人口数量为3172人。

1962-2008年间圣热涅斯-德马尔瓜雷斯人口变化图示